# ISO 3166-2:US
ISO 3166-2:US — стандарт Міжнародної організації зі стандартизації, для позначення геокодів. Є частиною стандарту ISO 3166-2, що належать Сполученим Штатам Америки. Стандарт охоплює 50-т штатів, 6-ть зовнішніх територій та 1-н федеральний округ.

## Загальні відомості
Кожен геокод складається з двох частин: коду Alpha2 за стандартом ISO 3166-1 для США — US та додаткового двосимвольного коду регіону, записаних через дефіс. Додатковий двосимвольний код утворений із двох букв латинського алфавіту, співзвучних абревіатурі назв адміністративних одиниць. Геокоди адміністративних одиниць є підмножиною коду домену верхнього рівня — US, присвоєного США відповідно до стандартів ISO 3166-1.

## Геокоди США
Геокоди 50-ти штатів, 6-ти зовнішніх територій та 1-го федерального округу адміністративно-територіального устрою США.
| Геокод | Адміністративна одиниця         | Статус             |
| ------ | ------------------------------- | ------------------ |
| US-AL  | Алабама                         | штат               |
| US-AK  | Аляска                          | штат               |
| US-AZ  | Аризона                         | штат               |
| US-AR  | Арканзас                        | штат               |
| US-CA  | Каліфорнія                      | штат               |
| US-CO  | Колорадо                        | штат               |
| US-CT  | Коннектикут                     | штат               |
| US-DE  | Делавер                         | штат               |
| US-FL  | Флорида                         | штат               |
| US-GA  | Джорджія                        | штат               |
| US-HI  | Гаваї                           | штат               |
| US-ID  | Айдахо                          | штат               |
| US-IL  | Іллінойс                        | штат               |
| US-IN  | Індіана                         | штат               |
| US-IA  | Айова                           | штат               |
| US-KS  | Канзас                          | штат               |
| US-KY  | Кентуккі                        | штат               |
| US-LA  | Луїзіана                        | штат               |
| US-ME  | Мен                             | штат               |
| US-MD  | Меріленд                        | штат               |
| US-MA  | Массачусетс                     | штат               |
| US-MI  | Мічиган                         | штат               |
| US-MN  | Міннесота                       | штат               |
| US-MS  | Міссісіпі                       | штат               |
| US-MO  | Міссурі                         | штат               |
| US-MT  | Монтана                         | штат               |
| US-NE  | Небраска                        | штат               |
| US-NV  | Невада                          | штат               |
| US-NH  | Нью-Гемпшир                     | штат               |
| US-NJ  | Нью-Джерсі                      | штат               |
| US-NM  | Нью-Мексико                     | штат               |
| US-NY  | Нью-Йорк                        | штат               |
| US-NC  | Північна Кароліна               | штат               |
| US-ND  | Північна Дакота                 | штат               |
| US-OH  | Огайо                           | штат               |
| US-OK  | Оклахома                        | штат               |
| US-OR  | Орегон                          | штат               |
| US-PA  | Пенсільванія                    | штат               |
| US-RI  | Род-Айленд                      | штат               |
| US-SC  | Південна Кароліна               | штат               |
| US-SD  | Південна Дакота                 | штат               |
| US-TN  | Теннессі                        | штат               |
| US-TX  | Техас                           | штат               |
| US-UT  | Юта                             | штат               |
| US-VT  | Вермонт                         | штат               |
| US-VA  | Вірджинія                       | штат               |
| US-WA  | Вашингтон                       | штат               |
| US-WV  | Західна Вірджинія               | штат               |
| US-WI  | Вісконсин                       | штат               |
| US-WY  | Вайомінг                        | штат               |
| US-DC  | Округ Колумбія                  | федеральний округ  |
| US-AS  | Американське Самоа              | зовнішня територія |
| US-GU  | Гуам                            | зовнішня територія |
| US-MP  | Північні Маріанські острови     | зовнішня територія |
| US-PR  | Пуерто-Рико                     | зовнішня територія |
| US-UM  | Зовнішні малі острови США       | зовнішня територія |
| US-VI  | Американські Віргінські острови | зовнішня територія |

## Геокоди зовнішніх територій США по стандарту ISO 3166-1
Крім того, що зовнішні території включені як підрозділи США у стандарт ISO 3166-2, їм, також офіційно призначені свої власні коди країн згідно з ISO 3166-1.
| Геокод | Зовнішні території              | ISO 3166-1 Alpha 2 | ISO 3166-1 Alpha 3 | ISO 3166-1 цифровий | ISO 3166-2    |
| ------ | ------------------------------- | ------------------ | ------------------ | ------------------- | ------------- |
| US-AS  | Американське Самоа              | AS                 | ASM                | 016                 | ISO 3166-2:AS |
| US-GU  | Гуам                            | GU                 | GUM                | 316                 | ISO 3166-2:GU |
| US-MP  | Північні Маріанські Острови     | MP                 | MNP                | 580                 | ISO 3166-2:MP |
| US-PR  | Пуерто-Рико                     | PR                 | PRI                | 630                 | ISO 3166-2:PR |
| US-UM  | Зовнішні малі острови США       | UM                 | UMI                | 581                 | ISO 3166-2:UM |
| US-VI  | Американські Віргінські Острови | VI                 | VIR                | 850                 | ISO 3166-2:VI |

## Геокоди прикордонних для США держав
- Канада — ISO 3166-2:CA (на півночі),
- Бермудські Острови — ISO 3166-2:BM (на південному сході, морський кордон),
- Багамські Острови — ISO 3166-2:BS (на північному сході, морський кордон),
- Куба — ISO 3166-2:CU (на півдні, морський кордон),
- Мексика — ISO 3166-2:MX (на півдні),
- Росія — ISO 3166-2:RU (на заході, морський кордон).